# Sedgwick (Maine)
Sedgwick és una població dels Estats Units a l'estat de Maine (EUA). Segons el cens del 2000 tenia 1.102 habitants.

## Demografia
Segons el cens del 2000, Sedgwick tenia 1.102 habitants, 470 habitatges, i 307 famílies. La densitat de població era de 15,7 habitants/km².
Dels 470 habitatges en un 29,4% hi vivien nens de menys de 18 anys, en un 55,3% hi vivien parelles casades, en un 7% dones solteres, i en un 34,5% no eren unitats familiars. En el 29,4% dels habitatges hi vivien persones soles el 13% de les quals corresponia a persones de 65 anys o més que vivien soles. El nombre mitjà de persones vivint en cada habitatge era de 2,34 i el nombre mitjà de persones que vivien en cada família era de 2,93.
Per edats la població es repartia de la següent manera: un 25% tenia menys de 18 anys, un 6,4% entre 18 i 24, un 25,2% entre 25 i 44, un 27,6% de 45 a 60 i un 15,9% 65 anys o més.
L'edat mediana era de 40 anys. Per cada 100 dones de 18 o més anys hi havia 96,9 homes.
La renda mediana per habitatge era de 35.000 $ i la renda mediana per família de 40.547 $. Els homes tenien una renda mediana de 26.607 $ mentre que les dones 21.944 $. La renda per capita de la població era de 19.772 $. Entorn del 6,9% de les famílies i el 8,5% de la població estaven per davall del llindar de pobresa.